# Oidaematophorus iwatensis
Oidaematophorus iwatensis là một loài bướm đêm thuộc họ Pterophoridae. Loài này có ở Nhật Bản (Honshu), Triều Tiên và Trung Quốc.
Sải cánh khoảng 26–27 mm và chiều dài cánh trước khoảng 13–15 mm.
Trước đây nó được liệt vào đồng nghĩa của Oidaematophorus lithodactylus.